# Odense Swans
Odense Swans AFC var Danmarks ældste footballklub (men ikke den første; Det var Copenhagen Vikings som ikke bestod) og blev stiftet i 1988, med et begyndende medlemstal på 60 personer. Klubben var fra starten medlem af Dansk Amerikansk Fodbold Forbund.
I 1988 – 1989 var der kun 6 klubber i Danmark; Sønderborg Patriots, Ålborg Giants, Copenhagen Bulldogs, Herning Hawks, Copenhagen Vikings og Odense Swans.
Odense Swans var fra starten og op gennem 1990'erne et af de førende danske football-hold. Flere spillere har været på det danske landshold.
Efter nogle år i den næstbedste række sluttede sæsonen 2006 med oprykning til Nationalligaen. I 2007 blev det til en enkelt sejr i grundspillet samt en i play off-kampene. I 2008 tabte klubben alle kampe til hold med større bredde og rykkede ned i 1. division, hvor det spillede i 2009, 2010 og 2011. 
Efter sejr i play off-kampen mod Holbæk Red Devils spillede Odense Swans efter tre år i den næstbedste række atter i 2012 i Nationalligaen. Efter en 9. plads og sejr i kvalifikationskamp mod Middelfart Stingers spillede førsteholdet også i 2013 i Nationalligaen, en sæson hvor Odense Swans atter endte på en 9. plads og med en sejr over Herning Hawks i play-off, fastholdt pladsen i Nationalligaen. Sæsonen 2014 blev der med en enkelt sejr sat et foreløbigt punktum for Odense Swans i landets bedste række. I 2015 valgte Odense Swans at frivilligt at lade sig placere i Danmarksserien, hvor det blev til 5 sejre og 5 nederlag.
Odense Swans fusionerede fra 1. januar 2017 med Odense Thrashers. Odenses nye football klub fik navnet Odense Badgers. 

## Finaler
- Odense Swans var i den allerførste finale om Danmarksmesterskabet i amerikansk fodbold i 1988, hvor holdet tabte 6-33 til Copenhagen Vikings. Siden har Swans fire gange været i Mermaid Bowl (den danske pendant til Super Bowl):
- Mermaid Bowl I (1989) Copenhagen Vikings – Odense Swans 17 – 13
- Mermaid Bowl II (1990) Herning Hawks – Odense Swans 20 – 14
- Mermaid Bowl III (1991) Århus Tigers – Odense Swans 27 – 0
- Mermaid Bowl V (1993) Copenhagen Towers – Odense Swans 48 – 33

Pr. 2012 er Odense Swans, sammen med Kronborg Knights, det hold der har været flest gange i Mermaid Bowl (5 gange), uden nogensinde at vinde en.

## Ekstern Henvisning
- Odense Swans Arkiveret 7. august 2019 hos  Wayback Machine
- Odense Badgers
- Dansk Amerikansk Fodbold Forbund